# Libellula croceipennis

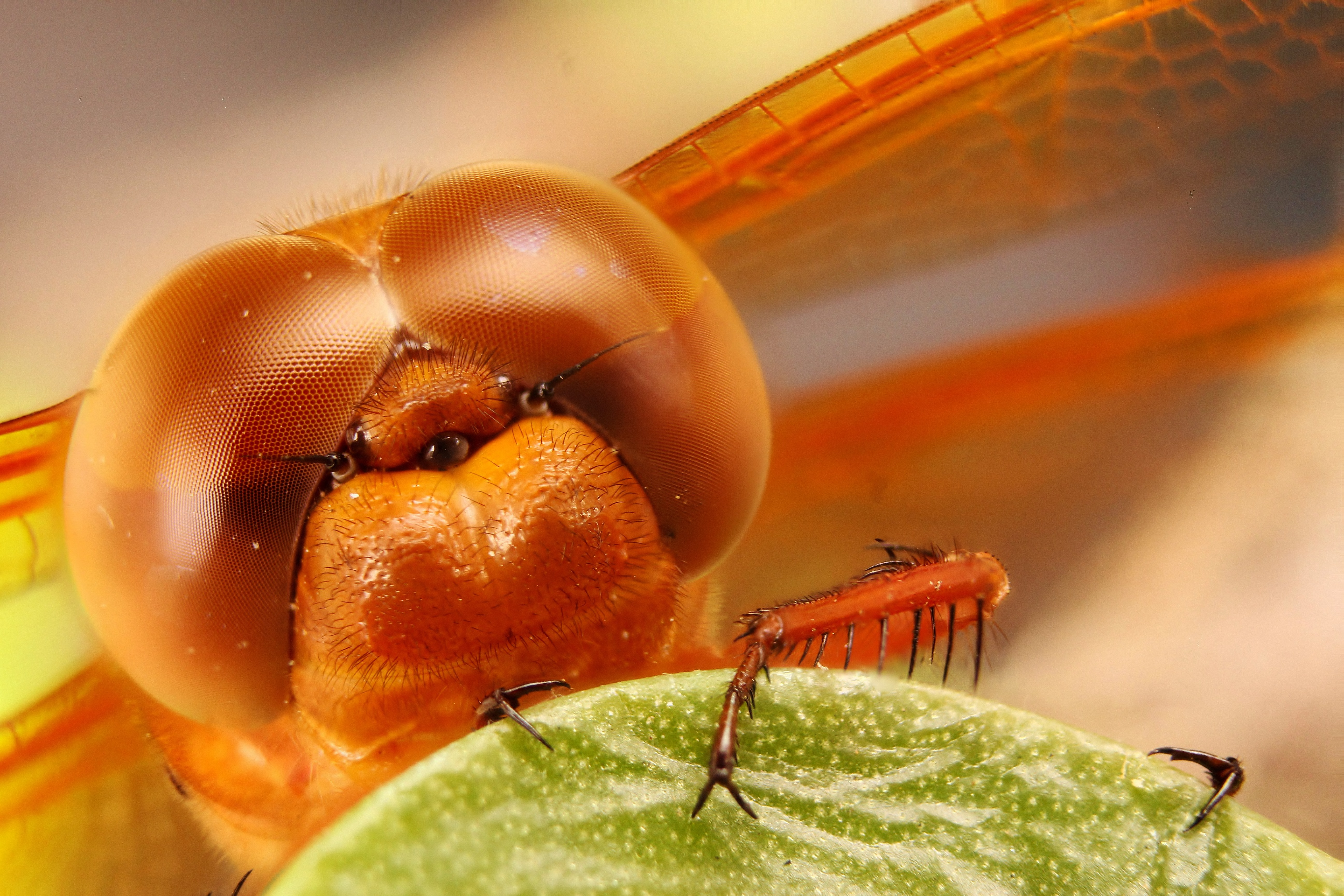
Zbliżenie głowy ważki. Dobrze widoczne trzy tzw. oczka (ocelli)

Libellula croceipennis – gatunek ważki z rodziny ważkowatych (Libellulidae). Występuje na terenie Ameryki Północnej, Ameryki Południowej i Ameryki Środkowej.